# Vajda
Lásd még: Nagyvajda
1. A kora középkortól szláv, főként bolgár előkelők, fejedelmek, később a moldvai és havasalföldi fejedelmek címe.
2. Országos méltóság (országnagy) a középkori Magyarországon (erdélyi vajda).
3. A határőrvidéken és az Északkeleti-Kárpátok szerb, ruszin, vlach közigazgatási bírói-katonai egységeinek, a krajnák elöljárója.
4. Közép- és újkori lengyel tisztségviselő. A lengyel állam megalakulása előtt választott, majd örökletes tisztség. Az állam létrejötte után a vajda (wojewoda; comes palatinus) országos méltóság lett, a királyt helyettesítette a hadvezéri és bíráskodási feladatokban. A feudális széttagoltság korától (12. század) a részállamokban területi tisztségviselő. Az állami egység helyreállítása után (14. század) a hercegségek helyén vajdaságok alakultak ki, ahol a vajda a helyi nemesség érdekeit képviselte. A lengyel nemesi köztársaság korában (16-18. század) a vajdaságok esetenként teljes függetlenséget élveztek, így a lengyel állam felbomlásáig jelentős szerepük volt a központi hatalom hanyatlásában. 1918-tól nagyobb közigazgatási terület (vajdaság) vezetője.
5. A cigányvajda a cigányok csoportjának vezetője.
6. A szerb királyi hadseregben a tábornagyi rang elnevezése (vojvoda).
7. Vajda, keresztnév